# 王孫 (演員)
王孫（1925年12月6日—2017年8月2日），本名王傳謀，台湾资深男演员，曾任台北市电影电视演艺业职业工会評議委員。曾任職於台灣銀行。

## 简介
1946年王孫在台灣銀行做事，业余出来考进台视，后来变成正式演员，从廣播劇到電視、電影演出經歷長達六十余年。
1952年考入中國廣播公司廣播劇團，以演電視剧《好爸爸》而走红，電影演过两百多部、電視劇演过三百多部，是台湾资深演员。
2017年8月2日清晨，王孫於睡夢中過世，享壽91歲。

## 电影(演员)
- 1965年
  - 《西施》
- 1966年
  - 《橋》
  - 《我女若蘭》
- 1967年
  - 《十萬青年十萬軍》
  - 《春歸何處》
  - 《挑女婿》
  - 《塔裡的女人》
  - 《情鎖》
- 1968年
  - 《獨腳龍》
  - 《謎一樣的愛情》
  - 《巫山點點愁》
  - 《少女的春天》
- 1969年
  - 《感情的債》
  - 《你的名字就是愛》
  - 《黑沙村大決鬥》
  - 《怪俠歐陽德》
  - 《情人的眼淚》
- 1970年
  - 《妹妹要我嫁》
  - 《苦情花》
  - 《重慶一號》
  - 《包公遊地府》
  - 《太太懷孕了》
  - 《有男懷春》
  - 《百萬新娘》
  - 《吉人天相》
  - 《吾愛吾妻》
  - 《不要拋棄我》
  - 《聚寶盆》
  - 《痴心的人》
- 1971年
  - 《朱洪武》
  - 《最長的約會》
  - 《甘羅拜相》
  - 《劍》
  - 《雙鎗王八妹》
  - 《小人物出頭記》
  - 《東西南北風》
  - 《有我就有你》
  - 《吉屋招租》
  - 《愛情一二三》
  - 《百醜大全》
- 1972年
  - 《好夢連床》
  - 《精忠報國》
  - 《一身是膽》
  - 《珠光寶氣》
  - 《幾時再回頭》
  - 《歡天喜地》
  - 《難忘初戀情人》
  - 《門當戶對》
- 1973年
  - 《愛的挑戰》
  - 《福祿壽遊南洋》
  - 《13個半房客》
  - 《蛋下不雞母家誰》
- 1974年
  - 《星星星》
  - 《咖啡,義酒,檸檬汁》
  - 《六六大順》
  - 《龍潭虎穴》
  - 《刁蠻鬥風騷》
- 1975年
  - 《門裡門外》
  - 《銀海浪子》
  - 《地藏王》
  - 《白蛇大鬧天宮》
- 1976年
  - 《愛情?? 》
  - 《辣椒兵團》
  - 《鬼嫁》
  - 《楓葉情》
  - 《不一樣的愛》
- 1977年
  - 《我是一片雲》 飾 許伯年[3]
  - 《變色的太陽》
- 1978年
  - 《踩在夕陽里》
  - 《又是黃昏》
  - 《花非花》
  - 《翠湖寒》
  - 《你追他也追》
- 1979年
  - 《彩霞滿天》
  - 《摘星》
- 1980年
  - 《緊迫盯人》
  - 《蘭花草》
  - 《風流人物》
  - 《花飛花舞春滿城》
  - 《龍處雙霸天》
  - 《小魚吃大魚》
  - 《楚留香與胡鐵花》
- 1981年
  - 《王牌大老千》
  - 《歡喜冤家》
  - 《溫拿五虎 》
  - 《皇天后土》
  - 《傻兵立大功》
- 1982年
  - 《賭王千王群英會》
  - 《十張王牌》
  - 《女賊》
  - 《女子感化院》
- 1986年
  - 《唐山過台灣》
  - 《愛是做鬼也愛》

## 演出电视剧
- 1969年
  - 《好爸爸》饰 爸爸
- 1977年
  - 《絕代雙驕》飾 袁孝（原著名：哈哈兒）
- 1983年
  - 《星星知我心》饰 莊振聲
- 1987年
  - 《还君明珠》饰 金載岳
- 1992年 
  - 《再世情缘》 饰 天隐
- 1993年
  - 《包青天》(狸貓換太子單元)饰 趙國棟
  - 《人間天堂》饰 王總
- 1994年
  - 《中國民間故事》 - 秘術奇門遁甲 饰 老鐵
- 1995年
  - 《中國民間故事》 - 棒子麵窩窩頭 饰 江立峰
- 1998年
  - 《布袋和尚》 -  饰 湖州知府
- 年分未知
  - 《中國民間故事》 - 黑旋風傳奇 饰 劉福德
  - 《中國民間故事》 - 虎鼻師破奇案 饰 知府
  - 《中國民間故事》 - 海瑞罷官 饰 胡宇
  - 《中國民間故事》 - 賴布衣傳奇 饰 徐員外
- 2002年
  - 《孽子》 饰 電影公司老闆盛公